# Amelia, Louisiana
Amelia este o localitate de tipul loc desemnat pentru recensământ (LDR) (engleză CDP), aflată în parohia Saint Mary, statul Louisiana, Statele Unite ale Americii. Populația localității fusese de 2.459 locuitori la data de 1 aprilie 2010, data oficială a recensământului Statelor Unite din anul 2010, Census 2010.
Amelia este parte a Zonei Statistice Micropolitane (Micropolitan Statistical Area)  a celei mai populate localități din această parohiei, Morgan City.

## Etimologie, denumire, istoric
Primul diriginte al poștei acestei localități a denumit localitatea în onoarea fostei sale logodnice, Amelia Dupuis, care a decedat cu puțin înainte de ziua cununie lor.

## Geografie
Localitatea Amelia se găsește la coordonatele 29°40′24″N 91°6′11″V / 29.67333°N 91.10306°V (29.673361, -91.103181).
În partea estică a localității Amelia, în partea opusă față de Bayou Boeuf, se află linia de delimitare a parohiei vecine, Assumption, precum și localitatea Boeuf, o localitate de tip LDR, precum Amelia. Orășelul Morgan City se găsește la 23 km spre vest.
Conform datelor statistice puse la dispoziție de United States Census Bureau, LDR Amelia are o suprafață totală de circa 7,3 km2, dintre care aproximativ 6,7 km2 este uscat, iar restul de 0,7 km2, ori 9.12%, este apă.